# Coreia do Norte nos Jogos Olímpicos de Verão de 1976
Coreia do Norte competiu nos Jogos Olímpicos de Verão de 1976, realizados em Montreal, no Canadá. 
Foi a segunda aparição do país nos Jogos Olímpicos, onde foi representado por 38 atletas, sendo 36 homens e duas mulheres, que competiram em oito esportes. A delegação norte coreana obteve duas medalhas no boxe, sendo uma delas de ouro com Ku Yong-jo no peso galo.

## Competidores
Esta foi a participação por modalidade nesta edição:
| Esporte        | Masculino | Feminino | Total |
| -------------- | --------- | -------- | ----- |
| Atletismo      | 3         | 0        | 3     |
| Boxe           | 3         | 0        | 3     |
| Futebol        | 14        | 0        | 14    |
| Halterofilismo | 3         | 0        | 3     |
| Judô           | 4         | 0        | 4     |
| Lutas          | 3         | 0        | 3     |
| Tiro           | 6         | 0        | 6     |
| Tiro com arco  | 0         | 2        | 2     |
| Total          | 36        | 2        | 38    |

## Medalhas
| Atleta      | Esporte | Evento             | Medalha |
| ----------- | ------- | ------------------ | ------- |
| Ku Yong-jo  | Boxe    | Peso galo          | Ouro    |
| Ri Byong-uk | Boxe    | Peso mosca-ligeiro | Prata   |

## Desempenho

### Atletismo
Masculino
Eventos de pista
| Atleta         | Evento   | Final     | Final | Ref.  |
| Atleta         | Evento   | Tempo     | Pos.  | Ref.  |
| -------------- | -------- | --------- | ----- | ----- |
| Chang Sop-choe | Maratona | 2:16:33.2 | 12º   | [ 3 ] |
| Kim Chang-son  | Maratona | 2:27:38.8 | 44º   | [ 3 ] |
| Koh Chun-son   | Maratona | 2:31:54.8 | 52º   | [ 3 ] |

### Boxe
| Atleta      | Evento        | Fase de 64           | Fase de 32           | Oitavas de final       | Quartas de final     | Semifinal             | Final                | Final            | Ref.  |
| Atleta      | Evento        | Adversário Resultado | Adversário Resultado | Adversário Resultado   | Adversário Resultado | Adversário Resultado  | Adversário Resultado | Pos.             | Ref.  |
| ----------- | ------------- | -------------------- | -------------------- | ---------------------- | -------------------- | --------------------- | -------------------- | ---------------- | ----- |
| Li Byong-uk | Mosca-ligeiro | —                    | CAN McKnight V KO-1  | POL Średnicki V 3–2    | VEN Guevara V 4–1    | THA Poontarat V RSC-2 | CUB Hernández D 1–4  | Medalha de prata | [ 4 ] |
| Jong Jo-ung | Mosca         | —                    | FRG Schür V RSC-2    | ESP Rodríguez V 3–2    | URS Torosyan D 0–5   | Não avançou           | Não avançou          | Não avançou      | [ 5 ] |
| Ku Yong-jo  | Galo          | —                    | ROM Ibrahim V 4–1    | BUL Andreykovski V 5–0 | THA Saturngrum V 5–0 | GBR Cowdell V 4–1     | USA Mooney V 5–0     | Medalha de ouro  | [ 6 ] |

### Futebol
| Fase preliminar      | Fase preliminar           | Fase preliminar      | Fase preliminar | Quartas de final     | Semifinal            | Final                | Final | Ref.  |
| Adversário Resultado | Adversário Resultado      | Adversário Resultado | Pos.            | Adversário Resultado | Adversário Resultado | Adversário Resultado | Pos.  | Ref.  |
| -------------------- | ------------------------- | -------------------- | --------------- | -------------------- | -------------------- | -------------------- | ----- | ----- |
| CAN Canadá V 3–1     | URS União Soviética D 0–3 | —                    | 2º (Gr. D) Q    | POL Polônia D 0–5    | Não avançou          | Não avançou          | 8º    | [ 7 ] |

Equipe
- An Gil-wan
- An Se-uk
- Cha Jong-sok
- Hong Song-nam
- Jin In-chol
- Kim Gwang-sok
- Kim Il-nam
- Kim Jong-min
- Kim Mu-gil
- Li Hi-yon
- Ma Jong-u
- Myong Dong-chan
- Pak Jong-hun
- Pak Kyong-won
- Yang Song-guk

### Halterofilismo
Masculino
| Atleta       | Evento | Arranco | Arranco | Arremesso | Arremesso | Total | Pos. | Ref.   |
| Atleta       | Evento | Result. | Pos.    | Result.   | Pos.      | Total | Pos. | Ref.   |
| ------------ | ------ | ------- | ------- | --------- | --------- | ----- | ---- | ------ |
| Im Jae-ho    | –52 kg | 90,0    | =11º    | 120,0     | =10º      | 210,0 | 10º  | [ 8 ]  |
| Han Gyong-si | –56 kg | 110,0   | 4º      | 142,5     | –         | –     | –    | [ 9 ]  |
| Om Jong-guk  | –60 kg | 110,0   | =8º     | 145,0     | =6º       | 255,0 | 8º   | [ 10 ] |

### Judô
Masculino
| Atleta       | Evento | Fase de 32           | Oitavas de final            | Quartas de final                 | Semifinal            | Repescagem 1–2                                        | Final                | Final       | Ref.   |
| Atleta       | Evento | Adversário Resultado | Adversário Resultado        | Adversário Resultado             | Adversário Resultado | Adversário Resultado                                  | Adversário Resultado | Pos.        | Ref.   |
| ------------ | ------ | -------------------- | --------------------------- | -------------------------------- | -------------------- | ----------------------------------------------------- | -------------------- | ----------- | ------ |
| Jong In-chol | −80 kg | —                    | —                           | JPN Sonoda D Uchi-mata           | Não avançou          | AUS Buganey D Seoi-nage                               | Não avançou          | Não avançou | [ 11 ] |
| An Ung-nam   | −93 kg | —                    | BUL Atanasov V O-soto-gari  | JPN Ninomiya D Tate-shiho-gatame | Não avançou          | KUW Salem V O-soto-gari GDR Lorenz D Tsuri-komi-goshi | Não avançou          | Não avançou | [ 12 ] |
| Pak Jong-gil | +93 kg | —                    | —                           | URS Novikov D Ura-nage           | Não avançou          | JPN Endo D Ko-uchi-gari                               | Não avançou          | Não avançou | [ 13 ] |
| Pak Jong-gil | Aberto | —                    | NCA Cornavaca V Kesa-gatame | JPN Uemura D O-uchi-gari         | Não avançou          | FRA Rougé D Harai-goshi                               | Não avançou          | Não avançou | [ 14 ] |

### Lutas
Masculino
| Atleta      | Evento       | Fase 1                | Fase 2               | Fase 3               | Fase 4               | Fase 5               | Fase final           | Fase final  | Ref.   |
| Atleta      | Evento       | Adversário Resultado  | Adversário Resultado | Adversário Resultado | Adversário Resultado | Adversário Resultado | Adversário Resultado | Pos.        | Ref.   |
| ----------- | ------------ | --------------------- | -------------------- | -------------------- | -------------------- | -------------------- | -------------------- | ----------- | ------ |
| Li Yong-nam | Livre −48 kg | KOR Kim H-g V 11–10   | ITA Pollio V 35–7    | IRI Rouhi D 13–14    | —                    | JPN Kudo D 2–16      | Não avançou          | Não avançou | [ 15 ] |
| Li Bong-sun | Livre −52 kg | FRA Lo Brutto V 21–16 | FRG Niebler V F      | CUB Abreu D 12–16    | URS Ivanov D 19–22   | Não avançou          | Não avançou          | Não avançou | [ 16 ] |
| Li Ho-pyong | Livre −57 kg | URS Yumin D 5–20      | —                    | POL Żedzicki V 13–10 | JPN Arai D 7–14      | Não avançou          | Não avançou          | Não avançou | [ 17 ] |

### Tiro
| Atleta       | Evento                   | Final  | Final | Ref.   |
| Atleta       | Evento                   | Pontos | Pos.  | Ref.   |
| ------------ | ------------------------ | ------ | ----- | ------ |
| So Gil-san   | Tiro rápido 25 m         | 587    | =15º  | [ 18 ] |
| Yun Chang-ho | Tiro rápido 25 m         | 584    | 30º   | [ 18 ] |
| Li Ho-jun    | Carabina 3 posições 50 m | 1152   | 6º    | [ 19 ] |
| Kim Gyong-ho | Carabina 3 posições 50 m | 1127   | 39º   | [ 19 ] |
| Kim Gyong-ho | Carabina deitado 50 m    | 581    | =64º  | [ 20 ] |
| Li Man-gu    | Alvo móvel 50 m          | 553    | =15º  | [ 21 ] |
| Li Un-hwa    | Skeet                    | 170    | =62º  | [ 22 ] |

### Tiro com arco
Feminino
| Atleta        | Evento     | Primeira fase | Primeira fase | Segunda fase | Segunda fase | Total | Pos. | Ref.   |
| Atleta        | Evento     | Result.       | Pos.          | Result.      | Pos.         | Total | Pos. | Ref.   |
| ------------- | ---------- | ------------- | ------------- | ------------ | ------------ | ----- | ---- | ------ |
| Jang Sun-yong | Individual | 1200          | 5º            | 1205         | 6º           | 2405  | 4º   | [ 23 ] |
| Han Sun-hi    | Individual | 1163          | 10º           | 1184         | 11º          | 2347  | 10º  | [ 23 ] |

Legenda
| Recorde mundial      | Recorde mundial (World record)               |                       | Recorde africano                      | Recorde africano (African) |                                           | Q | Classificado por posição (Qualified) |
| Recorde olímpico     | Recorde olímpico (Olympic record)            | Recorde da América    | Recorde da América (Americas)         | q                          | Classificado por melhor tempo (Qualified) |   |                                      |
| Melhor marca do ano  | Melhor marca do ano (World leading)          | Recorde asiático      | Recorde asiático (Asian)              | DNS                        | Não largou (Did not start)                |   |                                      |
| Recorde nacional     | Recorde nacional (National record)           | Recorde europeu       | Recorde europeu (European)            | DNF                        | Não terminou (Did not finish)             |   |                                      |
| Recorde pessoal      | Recorde pessoal do atleta (Personal best)    | Recorde da Oceania    | Recorde da Oceania (Oceania)          | DSQ / DQ                   | Desclassificado (Disqualified)            |   |                                      |
| Recorde da temporada | Recorde da temporada do atleta (Season best) | Recorde sul-americano | Recorde sul-americano (South America) | NM                         | Sem marca (No mark)                       |   |                                      |